# 9147 Kourakuen
9147 Kourakuen è un asteroide della fascia principale. Scoperto nel 1977, presenta un'orbita caratterizzata da un semiasse maggiore pari a 2,1920838 UA e da un'eccentricità di 0,1056192, inclinata di 5,81416° rispetto all'eclittica.